# Episodi di Blue Bloods (tredicesima stagione)
La tredicesima stagione della serie televisiva Blue Bloods, viene trasmessa in prima visione assoluta negli Stati Uniti d'America da CBS dal 7 ottobre 2022 al 19 maggio 2023.
In Italia, la stagione è stata trasmessa in prima visione assoluta su Rai 2 dal 29 gennaio al 5 giugno 2023.
| n° | Titolo originale          | Titolo italiano              | Prima TV Canada e USA | Prima TV Italia  |
| -- | ------------------------- | ---------------------------- | --------------------- | ---------------- |
| 1  | Keeping the Faith         | Buoni propositi              | 7 ottobre 2022        | 29 gennaio 2023  |
| 2  | First Blush               | Il Dottor Buonanotte         | 14 ottobre 2022       | 5 febbraio 2023  |
| 3  | Ghosted                   | Il dono perduto              | 21 ottobre 2022       | 12 febbraio 2023 |
| 4  | Life During Wartime       | Un agente per l'Intelligence | 28 ottobre 2022       | 19 febbraio 2023 |
| 5  | Homefront                 | I giocattoli rotti           | 4 novembre 2022       | 26 febbraio 2023 |
| 6  | On Dangerous Ground       | Partita a scacchi            | 18 novembre 2022      | 5 marzo 2023     |
| 7  | Heroes                    | Riconciliazione              | 2 dicembre 2022       | 12 marzo 2023    |
| 8  | Poetic Justice            | Il giustiziere               | 9 dicembre 2022       | 19 marzo 2023    |
| 9  | Nothing Sacred            | Niente è sacro               | 6 gennaio 2023        | 19 marzo 2023    |
| 10 | Fake It' Till You Make It | Fingi finché ci riesci       | 13 gennaio 2023       | 26 marzo 2023    |
| 11 | Lost Ones                 | In fondo al tunnel           | 20 gennaio 2023       | 26 marzo 2023    |
| 12 | The Big Leagues           | Buone azioni                 | 27 gennaio 2023       | 2 aprile 2023    |
| 13 | Past History              | Trascorsi                    | 3 febbraio 2023       | 16 aprile 2023   |
| 14 | Collision Course          | Rotta di collisione          | 3 marzo 2023          | 24 aprile 2023   |
| 15 | Close to Home             | Nervi scoperti               | 10 marzo 2023         | 1º maggio 2023   |
| 16 | The Naked Truth           | La nuda verità               | 31 marzo 2023         | 8 maggio 2023    |
| 17 | Smoke & Mirrors           | Gioco di specchi             | 7 aprile 2023         | 15 maggio 2023   |
| 18 | Family Matters            | Accoglienza difficile        | 21 aprile 2023        | 22 maggio 2023   |
| 19 | Fire Drill                | Prove in fumo                | 5 maggio 2023         | 29 maggio 2023   |
| 20 | Irish Exits               | Uscita di scena              | 12 maggio 2023        | 29 maggio 2023   |
| 21 | Forgive Us Our Trespasses | Il segreto della felicità    | 19 maggio 2023        | 5 giugno 2023    |

## Buoni propositi
- Titolo originale: Keeping The Faith
- Diretto da: Alex Zakrzewski
- Scritto da: Siobhan Byrne O'Connor e Kevin Wade

### Trama
Al Dipartimento c'è aria di crisi: la Polizia, che ha le mani legate da innumerevoli norme, è sempre più malvista dai cittadini; inoltre, molti poliziotti esasperati e frustrati si licenziano. Frank, sull'esempio del presidente Roosevelt, decide di andare a "toccare con mano" il disagio nelle strade e chiede all'arcivescovo Kearns di accompagnarlo in un giro notturno. Eddie, il suo partner Badillo e Jamie lavorano a un caso di violenza domestica connesso all'indagine di Danny, Baez e Anthony (a cui collabora anche Joe Hill) su una testimone di Erin che non si è presentata in tribunale. Il capitano McNichols, che da due settimane ha preso il posto di Espinoza al 29º Distretto, comunica a Eddie e Jamie che, essendo sposati, non possono prestare servizio nello stesso luogo e che quindi uno dei due dovrà farsi trasferire (ed è Jamie a decidere di "sacrificarsi"), ma quando lui viene ferito gravemente durante un'azione (l'intera famiglia si riunisce all'ospedale) il capitano ascolta la richiesta di Eddie di lasciarli restare insieme e il suo proposito vacilla. Erin viene avvicinata dall'ex marito Jack Boyle, il quale le propone di presentarle un amico che promette una generosa donazione a supporto della sua corsa alla carica di Procuratore distrettuale; più tardi la invita a cena e i ricordi delle loro serate "da coppia" fanno riemergere vecchi sentimenti tra i due.
- Guest star: Stephanie Kurtzuba (capitano McNichols), Stacy Keach (arcivescovo Kevin Kearns), Peter Hermann (Jack Boyle), Will Hochman (Joe Hill), Ian Quinlan (Luis Badillo), Dario Vasquez (Andre Castillo), Juan Francisco Villa (Arturo Munoz), Christopher M. Lindsay (sergente D'Antonio), Patricia DiMango (giudice Hall), Anais Almonte (Sofia Castillo), Natalie Gallo (infermiera 1), Alexis Sims (Vivian Washington), Tim Eliot (chirurgo), Crystal Chau (infermiera 2).
- Ascolti Italia: telespettatori 803 000 – share 4,00%[2]

## Il Dottor Buonanotte
- Titolo originale: First Blush
- Diretto da: Alex Zakrzewski
- Scritto da: Brian Burns e James Nuciforo

### Trama
Danny e Baez indagano su un famoso medico del sonno (e autore di un libro) aggredito con un coltello in una stanza d'albergo, il quale però fa di tutto, insieme all'avvocato, per minimizzare l'accaduto e impedire che il proprio nome finisca sui giornali. I detective scoprono che l'uomo frequentava delle escort "d'alto bordo", e chiedono a una conoscenza (che gestisce un "giro di ragazze") di fornire loro il nome di quella che si trovava nella stanza con lui, e poco dopo quest'ultima si presenta al distretto per raccontare che non è stata lei ad accoltellarlo. La colpevole si rivela essere una delle figlie del medico, dato che la escort è una sua amica del college. La decisione di Frank di non sostenere nessuno dei candidati alla Procura distrettuale di Manhattan, quindi nemmeno Erin, suscita la rabbia di Garrett, di Henry e soprattutto della figlia, che ne resta ferita e ammette a Anthony che sa com'è fatto suo padre, ma sperava che almeno stavolta non fosse il Comandante bensì solo suo padre. Grazie ad Anthony, lei si rende conto che il mancato sostegno del padre le consente di esprimere critiche costruttive al Dipartimento di Polizia nel corso della campagna elettorale, di cui avrà bisogno per avere qualche "chance" di vittoria. Alla cena della domenica, la famiglia fa un brindisi in suo onore come "buon auspicio". Jamie è stato trasferito alla sezione Intelligence del 29º Distretto (restando quindi nello stesso luogo di Eddie, come lei aveva chiesto al capitano McNichols), ma il nuovo incarico gli impone di mantenere segreti con gli altri poliziotti, inclusa la famiglia e la moglie, e ciò irrita Eddie. Jamie non è convinto di accettare e si confida con Henry dicendo di "tenere" anche al proprio matrimonio, e Henry replica che deve capire qual è la sua "vera vocazione"; alla fine, Jamie medita di spostarsi al 20º Distretto, che è in prossimità di quello attuale così da rimanere vicino a Eddie pur non lavorando insieme.
- Guest star: Scott Bryce (avvocato Craig Perlmutter), Shane Johnson (dottor Knight), Stephanie Kurtzuba (capitano Paula McNichols), Kim Director (Arianna), Mick Szal (Milan), James Hiroyuki Liao (Tenente Fleming), Kevin Ligon (direttore albergo), Morgane Bensadoun (Audrey Knight), Madeline Grey DeFreece (agente Grey), Helena Betancourt (cameriera 1), Melissa Denise Lopez (cameriera 2), Tabatha Gayle (amica di Audrey).
- Ascolti Italia: telespettatori 700 000 – share 3,60%[3]

## Il dono perduto
- Titolo originale: Ghosted
- Diretto da: Jackeline Tejada
- Scritto da: Daniel Truly e Ashley Zazzarino

### Trama
Maggie Gibson, la sensitiva amica di Danny, viene accoltellata e le sue capacità di medium sembrano compromesse. Teme che non riuscirà più a "percepire" la presenza della propria figlia defunta e "lega" con Baez, interagendo anche con la figlia adottiva di quest'ultima, mentre è ospite a casa sua. Jamie convince Erin a scarcerare una scaltra ladra nella speranza di acciuffare un delinquente "più grosso", e la ricerca conduce lui e Anthony a un uomo che traffica armi nel quartiere. Eddie e Badillo scoprono l'auto di Eddie vandalizzata: dai filmati lui identifica la colpevole come la sua ex fidanzata, che aveva smesso improvvisamente di frequentare dopo dieci mesi quando lei gli aveva proposto la convivenza. Frank si trova nella difficile situazione di dover fare l'elogio funebre del suo predecessore. Quest'ultimo viene lodato dalla vedova e da Gormley per la sua onestà, emerge il suo passato in realtà poco "pulito".
- Guest star: Callie Thorne (Maggie Gibson), Ian Quinlan (Luis Badillo), Alphonso Walker jr. (Gilbert), Jordan Baker (Julia Conners), Danny Fischer (Arthur Bava), Dre Davis (Diane Tobin), Joan Francis Twiss (commessa), Taylor Shurte (Sheree Shea), Braxton Fannin (Ashton Hesby), Jason Martin (Vince Tackett), Ian Hersey (avvocato di Ashton), Dani Martineck (agente Hoffman), Brian Dives (guardia di sicurezza), Kaybri Wolff (collega).
- Ascolti Italia: telespettatori 671 000 – share 3,40%[4]

## Un agente per l'Intelligence
- Titolo originale: Life During Wartime
- Diretto da: Doug Aarniokoski
- Scritto da: Ian Biederman

### Trama
Danny e Baez indagano su una banda che ruba a mano armata orologi di lusso, andando sotto copertura come coppia per fermarli. Il procuratore Crawford chiede personalmente a Erin di verificare il probabile coinvolgimento del complice di un criminale nella rapina (con conseguente morte di una bambina uccisa da un proiettile "vagante") per la quale quest'ultimo è detenuto; mentre Anthony è certo della colpevolezza, Erin è riluttante a procedere in quanto tutte le prove in loro possesso sono soltanto "circostanziali". Alla fine si rende conto che l'uomo è innocente e che la Crawford le ha "assegnato" il caso con il "secondo fine" di "compromettere" la sua corsa a Procuratore, malgrado Erin non l'abbia ancora annunciata pubblicamente. Frank è informato dal Sindaco che si intende riaprire il caso di un agente che ha sparato a un adolescente uccidendolo. Sebbene l'indagine iniziale avesse scagionato l'agente, la notizia "riporta a galla" sensi di colpa riguardo l'episodio per Frank e i suoi collaboratori. Jamie deve reclutare un nuovo agente per il proprio ufficio di Intelligence: dopo aver tenuto sotto osservazione un giovane decorato che sembra essere molto promettente, capisce che il soggetto ideale non è lui, bensì il suo partner.
- Guest star: Roslyn Ruff (Kimberly Crawford), James Hiroyuki Liao (tenente Fleming), Nicholas Podany (agente Mark Cooper), Steven Maier (agente Zach Christodoulopoulos), Rob McClure (Teddy Marks), Claire Karpen (Jeanine Daltrey), Cameron Knight (agente Robert Lester), Darlene Hope (signora Lamar), Celeste Oliva (detective Maria Reynolds), Allen McCullough (Alan Josephson), Jeff Woods Garlin (signor Lamar), Kristopher Kiling (Brad Haller), Rishan Dhamija (Rishi Patel), Zach Wegner (James Baxter), Elan Zafir (Andrew Green), Jennifer Plotzke (Leslie Prentiss), Omar Ezat (gioielliere), Bianca Horn (avvocato d'ufficio), Matt Consalvo (agente Meyers), Daisy Hobbs (dottoressa), Jade Cayne (commessa), Sergio Acevedo (ladro 1), Casey Sullivan (ladro 2).
- Ascolti Italia: telespettatori 698 000 – share 3,60%[5]

## I giocattoli rotti
- Titolo originale: Homefront
- Diretto da: Alex Zakrzewski
- Scritto da: Kevin Riley

### Trama
Un avvocato civilista spinge alcuni dimostranti ad aggredire verbalmente e importunare Henry per aver creato, ai tempi di quando era Comandante, un'Unità di Polizia Speciale soprannominata "I giocattoli rotti" e disposta a superare i limiti di legge pur di risolvere i casi. Frank e Garrett sono in disaccordo su come "gestirli". Danny forma un'improbabile "alleanza" con un informatore allo scopo di prevenire un omicidio (quest'ultimo ha l'incarico di uccidere il membro di una gang rivale). Eddie si scontra con la McNichols dopo aver "sfidato" un suo ordine diretto riguardo a un caso di rapimento. Per poter arrestare un "grosso" criminale per omicidio, l'ufficio di Erin stringe un accordo (per cui gli concederebbero i domiciliari) con l'uomo che tempo prima aveva aggredito Baker; lei si oppone e decide di indagare da sola per impedirne la scarcerazione, ma successivamente Anthony le offre aiuto e arrestano il criminale senza necessità di liberare il suo aggressore.
- Guest star: Stephanie Kurtzuba (capitano McNichols), Derek Gaines (Bugs), Robert Stanton (Connor Kelly), Anita Gillette (Colleen McGuire), Corey Knight (Jay), Isabella Pisacane (Jackie/Morgan), Dorothy Lyman (Elizabeth), Richie Allan (Martin), Tony Crane (detective Hannigan), John Plumpis (Pietr Papatonis), Fortuna Gebresellasie (assistente), Michael Jibrin (tenente Greer), Sunday Manistro - Saari (manifestante), Zachary Harmers (manifestante), Sharaé Moultrie (manifestante), Mariam Habib (cittadina), Mark McKinnon (agente Miller), Janae Robinson (cittadino), Jared Morrison (tecnico).
- Ascolti Italia: telespettatori 701 000 – share 3,50%[6]

## Partita a scacchi
- Titolo originale: On Dangerous Ground
- Diretto da: Ralph Hemecker
- Scritto da: Jack Ciapciak

### Trama
Una donna viene uccisa da un proiettile vagante mentre sta sistemando gli scaffali del negozio che possiede con il marito; quest'ultimo, distrutto dal dolore, minaccia di suicidarsi con una pistola ma Danny entra in empatia con lui (avendo anch'egli perso la moglie) e lo fa desistere, promettendogli di assicurare il colpevole alla giustizia. Jamie, grazie al proprio nuovo incarico nell'Intelligence del Dipartimento, fornisce a Danny e Baez il nome di Elijah Martin, un ragazzo che ammette l'omicidio come "iniziazione" per entrare in una gang. Danny vorrebbe chiudere il caso (dato che hanno rintracciato l'assassino), Jamie ritiene invece che convenga di più che Elijah li aiuti ad arrestare anche il capo della gang, e i due si scontrano, soprattutto dopo che il minore dei Reagan "scavalca" il fratello; alla fine, tuttavia, Danny è costretto ad arrestare anche il marito della vittima per aver aggredito il ragazzo. Erin e Anthony lavorano con Joe Hill dopo che un Vice Procuratore non si presenta in tribunale: ciò porta alla luce un grave episodio di corruzione (infatti il Vice Procuratore è corrotto e ha "lasciato correre" diverse volte in vari casi), e purtroppo egli si toglie la vita impiccandosi. Le osservazioni di Joe riguardo all'"integrità" dell'Ufficio del Procuratore causano una frattura tra lui ed Erin, ma poi si riconciliano. Frank declina l'invito a parlare a un forum sulla Polizia nella Facoltà di Giustizia Penale di un college locale che già in precedenza lo aveva rifiutato, restando però combattuto dopo aver saputo che Gormley e il padre Henry hanno deciso di andare al suo posto; alla fine va e assiste alla celebrazione della propria carriera davanti agli studenti partecipanti.
- Guest star: Will Hochman (Joe Hill), Danny Olabi (Elijah Martin), Derrick Williams (Robert Davis), Kumiko Konishi (Diane Jones), Lateefah Holder (Sharon Martin), Emily Shaffer (Monique), Bernadette Quigley (giudice Cameron Miller), Frank Rodriguez (Andre Lopez), David Michael Garry (George), Gustavo Marquez (Manny Vargas), Christopher Laing (Panos), Theresa Tirone (agente Fucci), Katarina Tsokolati (portavoce degli studenti/relatore), Chip Carriere (Super), Hal Miers (agente James), Evelyn Ov (Maritza Lopez).
- Ascolti Italia: telespettatori 764 000 – share 3,90%[7]

## Riconciliazione
- Titolo originale: Heroes
- Diretto da: Doug Aarniokoski
- Scritto da: Siobhan Byrne O'Connor

### Trama
Ancora "ai ferri corti" dopo il caso precedente, Danny e Jamie malvolentieri uniscono le forze per arrestare un rapinatore che ha aggredito una giovane coppia. Ammettendo di essersi sentito come se avesse "deluso" la famiglia quando Joe è stato ucciso, e che quel sentimento è "riaffiorato" quando Jamie è stato ferito (nel primo episodio di questa stagione), Danny si scusa con lui per il proprio comportamento. La figlia quindicenne di Anthony, Sophia, è l'unica testimone oculare dell'omicidio della sua insegnante di danza. Lui ed Erin si scontrano perché lui non vuole che la figlia testimoni in tribunale per paura della sua incolumità, mentre Erin è convinta non vi sia altro modo per "rinchiudere" il colpevole; alla fine, quest'ultima dimostra di avere ragione. Nel frattempo, Frank e Garrett discutono su come punire un giovane agente che, fuori servizio, non ha fatto nulla per impedire una rapina in un bar che ha lasciato un morto e due feriti in terapia intensiva (tra cui un bambino di dodici anni), malgrado avesse con sé la propria arma. Mentre Garrett ricorda a Frank che l'agente non "era tenuto" a intervenire essendo fuori servizio, Frank ribatte che egli ha "disonorato" il NYPD e il distintivo e lo trasferisce a un incarico più "modesto" (anche se avrebbe voluto licenziarlo). Eddie e Badillo soccorrono una turista appena giunta in città per la prima volta che viene spinta in mezzo al traffico da uno sconosciuto; ella, per lo shock subìto, esprime il desiderio di tornare subito a casa ad Albuquerque (anche se visitare "La Grande Mela" è sempre stato il suo sogno), ma Eddie le fa capire che un'esperienza "negativa" non deve "oscurare" la sua opinione su New York. Dopo aver assicurato alla giustizia il suo aggressore, lei e Badillo le fanno fare personalmente un tour della città, risollevandole il morale.
- Guest star: Ian Quinlan (Luis Badillo), Michael Oberholtzer (agente John Hayes), Rachel Resheff (Sarah Longo), Alexandra Turshen (Robert Davis), Kyle Harris (Adam Reynolds), Kate Miller (Vivian Abetemarco), Damien Jimenez (Maurice), Isabel Harper Leight (Sophia Abetemarco), Mark Stolzenberg (Stavros), Sydney Morgan Currie (Jennifer), Leasen Beth Almquist (cameriera), Jerii Aquino (paramedico), Stewart Zamudio (uomo), Desi Waters (donna), Vance Farfel (ragazzo #1), Dayo Olatokun (Greg Lutsky), Amanda KC (donna anziana), Darren Valinotti (ragazzo #2), Marcus R. Smith (barista), Joe O'Connor (agente Malone), Rhett Sever (pedone).
- Ascolti Italia: telespettatori 836 000 – share 4,30%[8]

## Il giustiziere
- Titolo originale: Poetic Justice
- Diretto da: Jackeline Tejada
- Scritto da: Brian Burns e Van B. Nguyen

### Trama
Danny si imbatte in Sonny Lee (già visto nell'episodio 12x07, "Non ci sono decisioni giuste"), un criminale di un caso precedente, quando la gang di cui è a capo organizza il violento pestaggio di un uomo all'apparenza innocente; si scopre che essi hanno agito come "giustizieri" nei suoi confronti, dato che l'uomo aveva aggredito diverse donne vietnamite della comunità. Un poliziotto fuori servizio infastidisce continuamente il sindaco Chase, filmandolo e ponendogli pubblicamente domande inopportune, in modo simile a come i cittadini "tormentano" gli agenti, portando a un ennesimo scontro tra il Sindaco e Frank: il primo chiede all'altro di licenziare il poliziotto, ma Frank si oppone, optando infine per una sospensione di 30 giorni. Anthony teme che la rinnovata relazione tra Erin e il suo ex marito Jack possa minare la nomina a Procuratrice di lei, dopo averlo "pedinato" e fotografato in compagnia di individui "loschi"; Erin non accetta tale "intromissione" nella propria vita privata e litiga con Anthony, ma alla fine capisce che le sue intenzioni erano buone e rompe con Jack. Nel frattempo, Jamie viene incaricato dal proprio capo, il tenente Fleming dell'Ufficio Intelligence, di indagare su Badillo (tenendo all'oscuro Eddie), i cui contatti telefonici con un criminale potrebbero indicare che sia corrotto; in realtà, quest'ultimo sta semplicemente cercando di "incastrarlo" per essere stato da lui arrestato parecchie volte, di conseguenza Badillo è innocente. Fleming dice a Jamie che lo ha "tenuto d'occhio" per anni prima di "reclutarlo" per quel lavoro, e che ha dimostrato di saperlo fare.
- Guest star: Ian Quinlan (agente Luis Badillo), Dylan Walsh (sindaco Peter Chase), Peter Hermann (Jack Boyle), James Hiroyuki Liao (tenente Fleming), Alex Duong (Sonny Lee), Ari Brand (Sam Isaac), Kellan Rhude (agente Shank), Roger Anthony (Tommy Wong), Dan Nguyen (membro gang), Nash Bennett (passante #3), Darik Bernard (agente Irving), Chris Alec Stevens (passante #1), Jeremy Colwell Schwartz (passante #2), Vani Nguyen Kovitch (donna vietnamita #1), Rich Vu (giocatore vietnamita #1), Huy Nguyen (giocatore vietnamita #2), Barron Leung (uomo vietnamita), Tess Nhan (bambino vietnamita #1), Steven Huynh (giocatore vietnamita #3), Taz Nhan (bambino vietnamita #2), Kathy Huynh - Phan (donna vietnamita #2), Matthew Piazzi (Malcolm Argus), Barron B. Bass (uomo cattivo).
- Ascolti Italia: telespettatori 833 000 – share 4,30%[9]

## Niente è sacro
- Titolo originale: Nothing Sacred
- Diretto da: Bridget Moynahan
- Scritto da: Daniel Truly

### Trama
La lapide di Joe Reagan viene vandalizzata; Joe Hill è furioso, vorrebbe trovare il colpevole e "fargliela pagare", ma Frank glielo proibisce per via del suo "coinvolgimento emotivo". Joe se la prende verbalmente con lui, che si reca dalla madre del nipote, Paula, per avere consigli. Quest'ultima gli fa capire che molta della rabbia di Joe è dovuta al dolore per la perdita del padre a cui voleva bene ma che non ha mai potuto conoscere. Si scopre che a vandalizzare quella e altre tombe è stato il nipote del custode in un "impeto" di rabbia per essere stato da lui appena licenziato. Frank mostra a Joe la nuova lapide la cui scritta incisa sopra ora recita "Amato figlio, fratello, e padre". Un'amica e vicina di Henry, Donna, viene truffata di una grossa quantità di denaro; Henry lo porta all'attenzione di Erin e Anthony, lavorando con quest'ultimo per identificare e arrestare i truffatori. Eddie e Badillo incontrano una ragazzina a cui è stato rapito il cane. Informano il capitano McNichols, che decide di occuparsene personalmente a causa del senso di colpa per aver rimproverato la figlia dopo che il loro cagnolino è scomparso in un modo simile; malgrado inizialmente infastidita per essersi vista "togliere" il caso, Eddie comprende le motivazioni del capitano e insieme arrestano i rapitori e liberano i cuccioli. La moglie di un ex partner di Danny si presenta al distretto poiché preoccupata per l'incolumità del marito che sta lavorando sotto copertura e di conseguenza per il loro matrimonio.
- Guest star: Bonnie Somerville (Paula Hill), Will Hochman (Joe Hill), Ian Quinlan (agente Luis Badillo), Stephanie Kurtzuba (capitano Paula McNichols), Erika Slezak (Donna Duvall), Ben Thompson (John Dixon), Erin Anderson (Naomi Dixon), Michael Tourek (Bob Youngblood), Jim C. Ferris (Carl), Justin Rodriguez (Felix), Austin Elle Fisher (Elyse), Michael Cash (Colin), Kila Ever (Annie), Matt Consalvo (Agente Meyers), James Nuciforo (Detective Jimmy Nuciforo), Hanna Edwards (Wanda), Hunter Thore (Wayne), Ronnie Castellano (Dwayne), Austin Green (padre di Elyse).
- Ascolti Italia: telespettatori 754 000 – share 4,00%[9]

## Fingi finché ci riesci
- Titolo originale: Fake It' Till You Make It
- Diretto da: Robert Harmon
- Scritto da: Ian Biederman

### Trama
Jamie si infiltra in un giro di contrabbando di auto ad alta tecnologia, affidando al giovane agente Christo il comando dell'operazione, anche se il tenente Fleming crede che sia troppo inesperto: egli imparerà una lezione di fiducia in se stesso, utilizzandola per salvare la vita a Jamie. Frank è preoccupato dalla nuova iniziativa del Sindaco, un programma di pattugliamento solitario che sta aumentando gli infortuni tra i poliziotti: vorrebbe bloccarla, ma viene a sapere che tra i suoi ranghi c'è qualcuno che tenta di "ingraziarsi" il Sindaco appoggiando la proposta. Eddie e Badillo rispondono a una chiamata per rapina in cui un presunto agente ha "sopraffatto" il delinquente; la mancanza di un rapporto desta sospetti in Eddie, la quale lo riferisce a Danny e lavorano insieme per fermare il "giustiziere" che si spaccia per poliziotto. Nel frattempo, Erin assume un consulente d'immagine per la propria campagna da Procuratrice e registra anche uno spot, anche se si sente a disagio riguardo a mostrare una "versione" di sé che non la "rispecchia"; infatti vorrebbe essere eletta per la propria esperienza piuttosto che per il proprio aspetto.
- Guest star: Eddie Cahill (capo Paul Gallagher), Ian Quinlan (agente Luis Badillo), James Hiroyuki Liao (tenente Fleming), Steven Maier (agente Zach Christodoulopoulos), Kyle Vincent Terry (Terrence Simms), Aizzah Fatima (commessa negozio di liquori), Reuben Barsky (Bobby Renner), Justin Gentry (delinquente #1), Stephan Godleski (capo), Liam Craig (direttore), Paul Gee (delinquente #2), Daniela Cardarelli (vittima da arma da fuoco), Anya Krawcheck (commessa), Latef Roberts (custode parcheggio), Thomas Tobin (Vice Direttore), Jared Morrison (tecnico della Scientifica), Alan Chen (uomo d'affari).
- Ascolti Italia: telespettatori 993 000 – share 4,60%[10]

## In fondo al tunnel
- Titolo originale: Lost Ones
- Diretto da: Jackeline Tejada
- Scritto da: Kevin Riley e Yasmine Cadet

### Trama
Danny e Baez indagano sulla morte di un noto giocatore di scacchi che non vedeva il figlio da anni. Il senso di colpa di quest'ultimo per essersi rifiutato di leggere le lettere scritte a lui dal padre lo porta a investigare personalmente, ma alla fine i detective scoprono che l'uomo si è suicidato assumendo una dose eccessiva di farmaci. Il pastore Clay si rivolge a Erin affinché faccia chiarezza sull'arresto di suo nipote, assicurandole in cambio il proprio appoggio elettorale; Erin convince la Crawford a occuparsene insieme, rilevando che le transazioni commerciali del pastore sono "disoneste", perciò le due rifiutano i suoi voti. Per conto di Danny, Gormley chiede a Frank di concedere il prepensionamento completo alla detective Laura Acosta del 54º Distretto (lo stesso di Danny), rimasta gravemente ferita in servizio facendo il suo turno subito dopo la morte di Linda (per permettergli di piangere la moglie). Egli ammette di sentirsi in colpa sia per le circostanze dell'incidente sia perché lei gli è stata vicina in quel momento buio, sebbene Frank intuisca che il figlio ha un "debole" per lei e gli consiglia di provare a "rifarsi una vita" (dato che ormai sono passati anni dalla perdita di Linda); alla tradizionale cena della domenica, Danny rivela di avere un "appuntamento" proprio con la detective Acosta quella stessa sera.
- Guest star: Roslyn Ruff (Kimberly Crawford), David Call (Liam Gill), Colby Lewis (Eric Hutchins), Quentin Earl Darrington (pastore Isaiah Clay), Jessica Pimentel (Laura Acosta), Jeorge Bennett Watson (Saint Nick), Quincy Giles (Damien Richards), Kevaughn Reid (Devon Clay), Johnny Bermudez (negoziatore ostaggi), Daniel Marcus (Dominic), Javi Perez (barista), Danielle Lee James (poliziotta in uniforme), Josephine Cho (cameriera), Callie Skopelitis (ostaggio #1), Francesca Nong (ostaggio #2), Todd Berkich (ostaggio #3), Danny Marin (ragazzo del college), Stephen Medwid (barista #2).
- Ascolti Italia: telespettatori 1 146 000 – share 5,50%[10]

## Buone azioni
- Titolo originale: The Big Leagues
- Diretto da: Ralph Hemecker
- Scritto da: Brian Burns, Peter D'Antonio e Kevin Wade

### Trama
Danny si imbatte nel suo amico d'infanzia ed ex criminale Mickey Patrick (Tom Cavanagh), il quale gli chiede aiuto per ritrovare la fidanzata scomparsa. Danny scopre che la donna non è chi Mickey credeva che fosse. Indagando su un furto in un cantiere, Jamie identifica il ladro come Gustavo Abreu, un poliziotto venezuelano che durante una visita a New York lo aveva impressionato favorevolmente. Quando quest'ultimo si reca ad affrontare il capocantiere (che nascondeva lì clandestini) indossando una "cimice", la decisione di Jamie di far scappare il poliziotto risulta in una sospensione di tre giorni. Una donna confessa a Frank di aver ucciso per legittima difesa il marito violento. Frank prende a cuore il caso e scopre che le richieste di aiuto della donna erano state ripetutamente ignorate dalla Polizia. Il capitano e i detective che avevano risposto alle sue chiamate hanno "lasciato correre" perché l'uomo lavorava per loro come informatore, ma Frank li licenzia per la loro "inerzia" nei confronti della donna. Nel frattempo, Anthony sorprende Erin con un ultimo appostamento insieme prima della sua corsa da Procuratrice per farle capire che una carriera in politica, a cui lei mira, forse non la renderebbe felice quanto il lavoro che svolge ora.
- Guest star: Tom Cavanagh (Mickey Patrick), Steven Maier (agente Zach Christodoulopoulos), Grace Porter (Angela Jackson), Mike McGowan (capitano John Bates), Jaime Zevallos (Gustavo Abreu), Gene Gabriel (Craig Stutz), Evgeniya Radilova (Milla), Madeline Grey DeFreece (agente Grey), DazMann Still (Marcus), Mark Christopher Green (agente Anderson), James Nuciforo (Nuciforo), Joe Osheroff (Stuart Eiseman), Jared Morrison (tecnico della Scientifica Walker), Brandon Cusma (White Hat), Mario Peguero (sergente di turno), Jana Joldzic (Alona Petrenko), Johnath Davis (Tully Richards), Marta Alvarez (Maria Abreau), Brian Colin Foley (uomo), Anderson Jenkins (poliziotto).
- Ascolti Italia: telespettatori 730 000 – share 3,80%[11]

## Trascorsi
- Titolo originale: Past History
- Diretto da: Jackeline Tejada
- Scritto da: Siobhan Byrne O' Connor

### Trama
Danny e Baez corrono contro il tempo per fermare un serial killer che prende di mira giovani donne in tutta la città, le strangola e ne mette i corpi in posa con un rosario nero tra le mani. Lo psichiatra, il dottor Leonard Walker, che li aiuta a definire il "profilo" del killer si rivela essere il colpevole e, sebbene confessi di aver ucciso le due vittime, allude che in realtà sono molte di più. Eddie Badillo risponde a una chiamata per un accoltellamento: una giovane impiegata ammette di aver ucciso il proprio capo per legittima difesa perché lui l'aveva violentata. Erin scopre che l'ex marito Jack ha assunto la difesa della ragazza e che è stata Eddie a contattarlo, e le due si scontrano (Eddie dice a Jack che lui ed Erin sono "fatti per stare insieme" e che quindi non capisce come mai si siano lasciati). Nel corso di un'azione con una task force congiunta con l'FBI, Joe infrange il protocollo disobbedendo a un ordine del superiore e Frank lo fa trasferire per una settimana al Comando Detective, presso il Quartier Generale: ciò, unito al persistente dolore per non aver potuto conoscere il padre, "tormenta" Joe; alla fine dell'episodio, tuttavia, lui e Frank riescono a trovare pace guardando alcuni video di famiglia in cui compare Joe Sr.
- Guest star: Will Hochman (Joe Hill), Ian Quinlan (agente Luis Badillo), Peter Hermann (Jack Boyle), Mather Zickel (dottor Leonard Walker), Samantha Blaire Cutler (Jennifer Carpenter), Annabella Sciorra (Faith Marconi), Blake Morris (agente FBI Jeff Green), Brian McCormack (Martin Langley), Kadia Saraf (Regina), Sam Morales (Rosanna Diaz), Blake Roman (Peter), Marc Reign (Julia Tragadara), Janira Reyes (Iris Tragadara), Tyra Medina (infermiera), Judith Franklin (segretaria), Olivia Koukol (Melanie), Nichalas Parker (anziano #1), Afsheen Misaghi (anziano #2), Walker Dent (Joe Reagan a 3/4 anni), Oliver Shepard (Joe Reagan a 7/8 anni), Jonah McDonald (Joe Reagan adolescente), Blake Roman (Peter Guerrero), Iida Piironen (Maryanne Kauffman), Chadwin Williams (Douglas Jones).
- Ascolti Italia: telespettatori 1 129 000 – share 5,90%[12]

## Rotta di collisione
- Titolo originale: Collision Course
- Diretto da: Ralph Hemecker
- Scritto da: Jack Ciapciak e Daniel Truly

### Trama
L'ex partner di Eddie, Rachel Witten (Lauren Patten), ora assistente sociale, accusa di abuso di potere due agenti che hanno arrestato per furto, in modo brutale, un ragazzo affetto da autismo. Essi risultano essere del distretto di Eddie e, nonostante lei cerchi di "allontanarsi" dalla situazione, l'accusano di favorire Rachel. Nel frattempo, Danny e Baez tentano di aiutare Trina, una problematica teppista quindicenne in affidamento che si schianta contro la loro auto su una vettura rubata, scoprendo un cadavere nel bagagliaio. Dopo un po', Trina ammette di averla rubata e di sapere chi ha ucciso la vittima, dichiarando però che non è stata lei; conduce poi i detective alla persona responsabile. Erin incontra Bobbi Gallo, una consulente famosa per occuparsi di campagne elettorali di successo, e chiede ad Anthony di accompagnarla per "sostegno morale". La donna le offre il proprio supporto, ma pone una condizione: Erin dovrà interrompere i rapporti con Anthony (per via del passato di lui nel NYPD), il quale nello stesso tempo comunica l'intenzione di trasferirsi in un altro dipartimento, consapevole di non essere di alcuna utilità alla campagna. Emerge che anni prima Anthony aveva arrestato proprio la donna per aver aggredito il suo ragazzo; Erin li convince infine a lavorare insieme.
- Guest star: Lauren Patten (Rachel Witten), Alison Fraser (Bobbi Gallo), Sumaya Bouhbal (Trina), Stephanie Kurtzuba (capitano Paula McNichols), Erinn Ruth (Janet Bullock), Eric B. (tenente Mike Gee), Josh Davis (agente Stephens), Travis Doughty (agente Rouse), T. L. Flint (Jayden Wilson), Jacob Alexander Augustin (Daquan), Delphi Harrington (Emily), Owen Jackson Jr. (guardia di sicurezza Lucas), Crede Cooper (Mikey), Derek Hedlund (agente Weatherly), Samantha Blain (agente Zaccaro), Donna Glaesener (sergente Bellows), Kristin Granade (Charlotte), Marc Anthony Solis (Ronnie), Maddie Dyer (Sarah), Nili Bassman (Susan), Jazmyn D Boone (agente in uniforme), Daniela Delahuerta (cliente).
- Ascolti Italia: telespettatori 874 000 – share 4,90%[13]

## Nervi scoperti
- Titolo originale: Close to Home
- Diretto da: Doug Aarniokoski
- Scritto da: Ian Biederman e Yasmine Cadet

### Trama
Danny collabora di nuovo con il Texas Ranger Waylon Gates (Lyle Lovett) per tenere al sicuro Diego Rodriguez, famigerato boss del cartello della droga dei Zaragoza che sta per essere processato. Dopo aver respinto un tentativo di corruzione, Danny vacilla quando i Zaragoza minacciano l'intera famiglia Reagan, spingendolo a chiedere a Frank di assegnare la custodia protettiva a Jack (che è al college) e a Nicky (la figlia di Erin che lavora a San Francisco). Nel frattempo, Erin affronta un caso altamente controverso quando lei e Anthony portano in tribunale Scott Taylor, un promettente campione di basket accusato di stupro: la vittima ritratta la propria confessione e l'agente di Taylor si rivela complice nell'"insabbiamento" delle aggressioni sessuali. Eddie fa squadra con Cora Felton, la collega che aveva "segnalato" ai superiori per aver nascosto la gravidanza (nella dodicesima stagione), per fare luce sull'assassinio di un pregiudicato che i detective incaricati hanno archiviato tra i casi "irrisolti". Jamie e il tenente Fleming espongono a Frank e al suo staff il piano per un'operazione per fermare un giro di traffico di minori, in cui Jamie andrebbe sotto copertura; Frank però si oppone proponendo che a gestirla sia la Buoncostume vista la loro maggiore esperienza. In realtà teme per la sua vita, ma Jamie, fortemente contrariato, lo considera troppo "protettivo" e lo accusa di avere più fiducia in Danny che in lui; padre e figlio hanno un diverbio, per poi chiarirsi alla fine dell'episodio.
- Guest star: James Hiroyuki Liao (tenente Fleming), Gabby Beans (Cora Felton), Ronald Emile (Tristan Edwards), Laiona Michelle (Naomi), Nicole Shalhoub (Lisa Reynolds), Imani Lewis (Shayla Alexander), Seth Hill (Keon), Carlos Gòmez (Diego "El Granjero" Rodriguez), Lyle Lovett (Ranger del Texas Waylon Gates), Gabe Bowling (detective Paul Franklin), Erick McAllister (agente Martin), Rob Figueroa (agente Sanchez), Helen Coxe (detective Jane Ricci), Tyler Brooks (Scott Taylor), Thomas Michael Allen (Dave Duggan), Gameela Wright (reporter Helen), Kaitlyn Frank (agente #1), Kathiamarice Lopez (agente Marisol Serrano), Kayla Sofia (Brittany Campbell), Alina Vazquez (Destiny Sanchez), Sabrina Aziz (Megan Lee), Christopher Alexander Chukwueke (reporter #2), Phoenix Carnevale (reporter #3), Erin Cherry (giudice Harris), Dennis Daniel (reporter), Johnny Ferri (fotoreporter).
- Ascolti Italia: telespettatori 835 000 – share 4,50%[14]

## La nuda verità
- Titolo originale: The Naked Truth
- Diretto da: Donald Thorin, Jr.
- Scritto da: Nicole Abraham e Daniel Truly

### Trama
Una vecchia amica di Eddie, Tracey, invita lei e Jamie a cena nel proprio ristorante dove due dipendenti arrivano alle mani. Il tenente Fleming dell'Ufficio Intelligence chiede a Jamie di verificare, con discrezione (dunque senza informare Eddie), se l'attività sia in realtà una copertura per lo spaccio di droga; sebbene Tracey venga poi scagionata dall'accusa di condotta illecita, la Polizia è in grado di fermare alcuni trafficanti. Nel frattempo, la sorella dell'Assistente Procuratore licenziato da Erin per corruzione (episodio 13x06), che poi si era suicidato, le fa causa accusandola di averne provocato il suicidio. Allora lei collabora con Anthony e con l'ex marito Jack per provare di non aver avuto alcun ruolo nel tragico esito. Frank si domanda se dovrebbe licenziare una agente che possiede un profilo online in cui pubblica proprie foto "senza veli", decidendo alla fine di farla restare nel Dipartimento. Danny e Baez intervengono dopo un pestaggio che manda un uomo in ospedale e si trovano alle prese con descrizioni differenti dello stesso sospettato fornite dai testimoni, rischiando quindi di lasciarsi influenzare dai propri pregiudizi.
- Guest star: Peter Hermann (Jack Boyle), Alysha Umphress (Tracey). Stephanie Kurtzuba (capitano Paula McNichols), Sofia Vassilieva (agente Carlie Gillson), Darryl Gene Daughtry Jr. (signor Atkins), Winslow Bright (Sydney Sloan), Michael Aurelio (Mauricio), Sam Wolf (agente Justin), Jeffrey Bender (Bill Duckworth), Adiagha Faizah (Holly Davis), Gabrielle Lee (sergente Davis), Stephanie Rocio (agente Lacks), David Adams (agente Danby), Rebecca White (agente Fields), Keith Contreras (agente Martinez), Matt Consalvo (agente Meyers), Stefano Carannante (Stefano), Max Chlumecky (Spencer Holland), Meltem Gulturk (paramedico Kulluk), Ashlee Jimenez (cameriera), Francesca Shipsey (agente Ross), Erin Noel Grennan (Lorraine Duckworth), Gracie Lee (Sandi).
- Ascolti Italia: telespettatori 671 000 – share 3,60%[15]

## Gioco di specchi
- Titolo originale: Smoke & Mirrors
- Diretto da: Jackeline Tejada
- Scritto da: Kevin Riley e Van B. Nguyen

### Trama
Alla festa di pensionamento per un capitano veterano del NYPD, Gormley e Baker si azzuffano con un detective che ha urtato il primo. Quando egli solleva il boccale di birra che ha in mano per colpire Sid, Baker interviene e gli dà un pugno per difendere il collega. In ufficio, Frank le comunica che verrà comunque aperta un'inchiesta. Sebbene Frank dichiari che "starà fuori" dalla faccenda (causando una frattura con il suo "Dream Team"), successivamente si reca a casa del detective e lo convince a ritirare la denuncia contro Baker dato che alla festa era ubriaco, scagionando così Abigail. Nel frattempo, Jamie e Danny uniscono le forze per indagare su una serie di furti d'auto in cui è coinvolto uno degli "informatori confidenziali" di Danny; il rapporto tra i due viene "messo alla prova" dopo che il fratello dell'uomo viene ucciso. Eddie e Badillo vengono avvicinati da una donna che afferma di essere "perseguitata" da un uomo (conosciuto su un sito di incontri) che la segue ovunque; risolveranno il caso grazie all'istinto di Badillo, ed Eddie ha anche l'occasione di conoscere la madre del partner. Inoltre, la Crawford viene attaccata sul piano personale dalla stampa. Erin si sente solidale con lei e vorrebbe aiutarla, perciò chiede ad Anthony di raccogliere informazioni; la Crawford tuttavia lo scopre e si arrabbia con lei, ordinandole di non "intromettersi" più nella sua vita privata. Alla fine dell'episodio, Erin si scusa con lei e le dice che se volesse qualcuno con cui parlare lei è disponibile, allora l'altra capisce che Erin ha verificato le insinuazioni dei reporter e ne conferma la veridicità: il marito ha davvero un'amante e stanno anche per avere un bambino. Erin le offre un drink per riappacificarsi.
- Guest star: Ian Quinlan (agente Luis Badillo), Roslyn Ruff (Kimberly Crawford), Derek Gaines (Bugs), Sean Nelson (Marcus), Greg Keller (Bobby Luco), Annie Fox (Mary Price), David T. Patterson (Jon Donnelly), Nancy Ticotin (Julia Badillo), Stephen Cofield Jr. (Reggie), Jon Reinhold (barista), Jamie Rezanour (reporter Angela).
- Ascolti Italia: telespettatori 831 000 – share 4,50%[16]

## Accoglienza difficile
- Titolo originale: Family Matters
- Diretto da: Ralph Hemecker
- Scritto da: Jack Ciapciak e Peter D'Antonio

### Trama
La sfarzosa festa di matrimonio tra i figli di due famiglie mafiose rivali si trasforma in una rissa durante la quale vengono anche rubati i regali di nozze. Danny e Baez indagano con la sensazione di trovarsi sul set de "Il Padrino". Frank si scontra con il sindaco Chase sulla gestione dei flussi di immigrati che sbarcano a New York: quest'ultimo pretende di impiegare più poliziotti per il compito, ma contemporaneamente si rifiuta di autorizzare i fondi necessari per il numero "supplementare" di agenti. Erin si chiede se la propria campagna elettorale stia compromettendo il lavoro quotidiano quando ammette di aver perso, per un errore di valutazione, un processo contro un criminale che ha stuprato e ucciso una ragazza; decide di collaborare con l'ex marito Jack Boyle per ottenere giustizia almeno in una causa civile, sebbene in precedenza fosse determinata a "tenere le distanze" da lui per non essere "ostacolata" nell'elezione a Procuratrice Distrettuale. Eddie prende a cuore il caso di un ex detective in pensione e in lutto che minaccia di uccidere uno spacciatore responsabile della morte del nipote per overdose di fentanyl, e coinvolgendo Jamie riescono ad arrestarlo.
- Guest star: Larry Manetti (Sam Velucci), Dylan Walsh (sindaco Peter Chase), Peter Hermann (Jack Boyle), Ian Quinlan (agente Luis Badillo), Matthew Daddario (John DiPierro), Gabriella Piazza (Francesca DiPierro), Bo Dietl (Carmine Romano), Roya Shanks (Melissa Phillips), Daniel Davila Jr. (Marco), Jamie Guyer (Susan O' Leary), Declan Eells (Owen), Gameela Wright (reporter Helen), James Nuciforo (detective Jim Nuciforo), Natalie Buck (Megan, assistente di Jack), Tom Lucca (proprietario club), Kristen Martin (agente Cassandra), Mark D. O' Brien (agente #1), George Colucci (Christopher), Eileen Weisinger (signorina Romano), Jack Shanahan (agente #2).
- Ascolti Italia: telespettatori 912 000 – share 5,00%[17]

## Prove in fumo
- Titolo originale: Fire Drill
- Diretto da: Donald Thorin, Jr.
- Scritto da: Ian Biederman

### Trama
Il deposito prove della Polizia di New York va a fuoco e c'è il rischio che molti criminali vengano scagionati; tra questi anche Diego Rodriguez, il signore della droga arrestato da Danny e Baez nell'episodio 13x15. Danny convince Juan Carlos Lopez, "Il Demonio", a testimoniare contro di lui, ma l'uomo viene ucciso in carcere. Pur di impedire che Rodriguez torni in libertà, Danny allora gli tende una trappola per incastrarlo, rischiando però di venire ucciso. Jamie collabora con i Vigili del Fuoco per individuare il piromane. Anthony vorrebbe del tempo per indagare sull'omicidio, in una rapina a mano armata, di una persona che in passato aveva aiutato; Erin non è d'accordo e lui decide di fare di testa sua. Durante una manifestazione contro la Polizia, Eddie blocca una donna aggressiva (che l'aveva spintonata) che simula una lesione al collo e fa causa al Dipartimento, sebbene Eddie non abbia usato forza eccessiva. Quest'ultima chiede a Frank di sospenderla o almeno di riassegnarla a un incarico d'ufficio per dimostrare che lui non fa favoritismi per i membri della propria famiglia, anche se tutti nel suo staff sono concordi nell'affermare che l'arresto è stato eseguito "secondo le regole". Dopo che la manifestante intenta una causa civile, Frank è costretto a "prendere le distanze" dall'indagine non potendo schierarsi apertamente in favore di Eddie. Alla fine, Henry riesce a provare che la donna non ha alcun motivo valido, vedendola togliersi il collarino, e portando così le accuse a cadere.
- Guest star: Joseph Raymond Lucero (Juan Carlos Lopez), John Finn (Comandante Vigili del Fuoco Chieco), Lexi Lawson (Dana Carter), Terrence Shingler (Moses), Nik Walker (Martin Hughes), Tom Riis Farrell (Bradley Loomis), Marcus Anderson Jr. (Freddie James), Carlos Gòmez (Diego Rodriguez), Olivia Hoffman (Amanda Oliver), Nariyah Simpson (figlia di Dana), Amber Reauchean Williams (impiegata), Brendan O' Leary (agente #1), Haris Pervaiz (detective della Omicidi), Tyerise Foreman (guardia della prigione federale), Mario Mattei (scagnozzo di Zaragoza).
- Ascolti Italia: telespettatori 839 000 – share 4,70%[18]

## Uscita di scena
- Titolo originale: Irish Exits
- Diretto da: Ralph Hemecker
- Scritto da: Kevin Riley

### Trama
Baez e la figlia adottiva vengono prese di mira da un assassino da lei arrestato anni prima e scarcerato da tre giorni; Danny si impegna per proteggerle e riesce a dissuadere la collega dal "farsi giustizia" da sola. Eddie dà a Badillo consigli sentimentali dopo che la sua ex ragazza viene aggredita. Lenny Ross, l'amico di Frank, torna in città e quest'ultimo accoglie la notizia con gioia, felice di rivederlo, ma inizia anche a sospettare che stia nascondendo le reali motivazioni del suo ritorno. Facendolo seguire dalla propria scorta poiché preoccupato, scoprirà che l'amico ha una malattia terminale. Anthony si ritrova in una posizione difficile quando il cugino scapestrato Joey lo supplica di fargli un favore, rivelando il proprio legame con una famiglia mafiosa. 
- Guest star: Treat Williams (Lenny Ross), Ian Quinlan (agente Luis Badillo), Eric B. (tenente Mike Gee), Dion Costelloe (Erik Rys), Simone Policano (Tess Ross), David R. Nash (Sam Evans), Ruth Gottschall (signorina Evans), Ryan Castro (Leeroy Lucero), Anthony DeSando (Joey Ruscoli), Nina Naval (Claudia), Hope Lynn / Terra Elizabeth Tatis (Elena Baez).
- Ascolti Italia: telespettatori 734 000 – share 5,40%[18]

## Il segreto della felicità
- Titolo originale: Forgive Us Our Trespassers
- Diretto da: Alex Zakrzewski
- Scritto da: Siobhan Byrne O' Connor e Kevin Wade

### Trama
Danny si riunisce alla sua ex partner Jackie Curatola, ora Capo della Polizia della contea di Suffolk, quando lui e Baez sospettano che un imitatore stia emulando gli omicidi del serial killer Leonard Walker (episodio 13x13 "Trascorsi"), che viene dimesso dalla struttura psichiatrica dov'era ricoverato nello stesso momento in cui alcune donne vengono uccise con il suo modus operandi: strangolamento, messa in posa e un rosario di onice nera tra le mani. Si scopre che in realtà è lo stesso dottor Walker a essere tornato in attività con una personalità differente, Jeremy, in quanto gli è stato diagnosticato il disturbo dissociativo dell'identità. Dalle indagini si scopre che la ciocca di capelli sconosciuta appartiene alla madre di Walker scomparsa misteriosamente da anni. La squadra si reca nella casa della donna e trovano il cadavere dell'anziana nascosta nei muri e prove che qualcuno usava la casa anche se considerata disabitata e anche attrezzatura e tesserini da elettricista, il trucco che il killer usa per entrare. Walker aggredisce Jackie nella sua abitazione e, sebbene lei riesca a respingerlo, lui fugge prima che Danny e Baez possano arrestarlo, ma ora hanno le prove che è lui il killer e non ha più un rifugio, Danny prima di salutare la partner la rassicura che è questione di tempo prima che lo arrestino. Nel frattempo, Frank viene a sapere del piano del sindaco Chase di ammanettare i senzatetto e le persone mentalmente disturbate per inserirle nei ricoveri. I due discutono vivacemente sulle azioni da intraprendere, finché il primo cittadino non ricatta Frank dopo che la propria scorta viene attaccata da un senza fissa dimora. L'arcivescovo Kearns rimprovera Chase e poi li convince a lavorare insieme per il bene della città. Jamie arresta Tyler Green, un delinquente che aveva commesso un'aggressione ma aveva patteggiato un accordo con l'ufficio della Procura tornando in libertà, quando aggredisce nuovamente una donna. Lui ed Eddie collaborano per assicurarlo alla giustizia una volta per tutte, mentre Erin si interroga sulla propria capacità di giudizio. Dopo la chiusura del caso, Erin annuncia alla stampa di aver deciso di non candidarsi alla carica di Procuratore perché è felice dove si trova. Alla tradizionale cena di famiglia, partecipano anche Nicky, la figlia di Erin che lavora a San Francisco, e Jack, il primogenito di Danny che frequenta il college, e Frank si dice contento di vedere la tavola affollata.
- Guest star: Sami Gayle (Nicky Reagan - Boyle), Dylan Walsh (sindaco Peter Chase), Jennifer Esposito (Jackie Curatola), Tony Terraciano (Jack Reagan), Peter Hermann (Jack Boyle), Ian Quinlan (agente Luis Badillo), Mather Zickel (dottor Leonard Walker), Shyrley Rodriguez (Louise Johnson), dL Sams (conduttrice show radiofonico), Thalia Romina (Alissa Martin), Benjamin Thys (dottor Jeremy Stevens), Ben Rameaka (avvocato difensore), Stacy Keach (arcivescovo Kevin Kearns), Gameela Wright (reporter Helen), Ralphkelly Rosario (Tyler Green), Joseph John O' Connor (agente Malone), Jamie Rezanour (reporter Angela), Kelly Miller (reporter Nick), Kisha Barr (reporter), Adrienne Paquin (tecnica forense), Jerii Aquino (paramedico), Connie Bahng (reporter #5), Lamar Richardson (reporter #6), Alex Wollman (senzatetto).
- Ascolti Italia: telespettatori 744 000 – share 5,10%[19]